# Тод Глушко
Тод Глушко (англ. Todd Hlushko; нар. 7 лютого 1970, Торонто, Онтаріо, Канада) — канадський хокеїст українського походження.

## Кар'єра
Клубна
Свою кар'єру хокеїста починав у клубах Хокейної ліги Онтаріо: «Гвелф Плейтерс», «Лондон Найтс». У драфті НХЛ 1990 був обраний в дванадцятому раунді під 240-им номером «Вашингтон Кепіталс» але кар'єру продовжив у фарм-клубі «Балтимор Скіпджекс» (АХЛ).
У сезоні 1993/94 дебютував у складі клубу НХЛ Філадельфія Флаєрс, вже наступного сезону перейшов до Калгарі Флеймс але знову більшість ігрового часу проводив у складі фарм-клубу «Сент-Джон Флеймс», відносно успішним став сезон 1996/97, Тод відіграв 58 матчів за «Калгарі Флеймс» у регулярному сезоні та вже через рік нападник провів останні два матчі в НХЛ за Піттсбург Пінгвінс.
З сезону 1999/2000 канадець уклав однорічний контракт з німецьким Кельнер Гайє, наступного сезону підписав чотирирічний контракт з «Адлер Мангейм» у складі якого став чемпіоном Німеччини 2001 року. Професійну кар'єру хокеїста закінчив у сезоні 2004/05 відігравши рік за «Ганновер Скорпіонс», після чого повернувся до канади та ще три роки виступав за аматорські клуби.
Збірна
У складі національної збірної Канади став срібним призером Зимових Олімпійських ігор 1994 року та  бронзовим медалістом чемпіонату світу з хокею 1995 року.

## Нагороди та досягнення
- 2001 чемпіон Німеччини у складі «Адлер Мангейм».

## Статистика
| Сезон     | Клуб                  | Ліга      | Регулярна першість | Регулярна першість | Регулярна першість | Регулярна першість | Регулярна першість | Плей-оф | Плей-оф | Плей-оф | Плей-оф | Плей-оф |
| Сезон     | Клуб                  | Ліга      | І                  | Г                  | П                  | О                  | ШХ                 | І       | Г       | П       | О       | ШХ      |
| --------- | --------------------- | --------- | ------------------ | ------------------ | ------------------ | ------------------ | ------------------ | ------- | ------- | ------- | ------- | ------- |
| 1988/89   | Гвелф Плейтерс        | ОХЛ       | 66                 | 28                 | 18                 | 46                 | 71                 | 7       | 5       | 3       | 8       | 18      |
| 1989/90   | Гвелф Плейтерс        | ОХЛ       | 25                 | 9                  | 17                 | 26                 | 31                 | –       | –       | –       | –       | –       |
| 1989/90   | Лондон Найтс          | ОХЛ       | 40                 | 27                 | 17                 | 44                 | 39                 | 6       | 2       | 4       | 6       | 10      |
| 1990/91   | Балтимор Скіпджекс    | АХЛ       | 66                 | 9                  | 14                 | 23                 | 55                 | –       | –       | –       | –       | –       |
| 1991/92   | Балтимор Скіпджекс    | АХЛ       | 74                 | 16                 | 35                 | 51                 | 113                | –       | –       | –       | –       | –       |
| 1993/94   | Герші Берс            | АХЛ       | 9                  | 6                  | 0                  | 6                  | 4                  | 6       | 2       | 1       | 3       | 4       |
| 1993/94   | Філадельфія Флаєрс    | НХЛ       | 2                  | 1                  | 0                  | 1                  | 0                  | –       | –       | –       | –       | –       |
| 1994/95   | Сент-Джон Флеймс      | АХЛ       | 46                 | 22                 | 10                 | 32                 | 36                 | 4       | 2       | 2       | 4       | 22      |
| 1994/95   | Калгарі Флеймс        | НХЛ       | 2                  | 0                  | 1                  | 1                  | 2                  | 1       | 0       | 0       | 0       | 2       |
| 1995/96   | Сент-Джон Флеймс      | АХЛ       | 35                 | 14                 | 13                 | 27                 | 70                 | 16      | 8       | 1       | 9       | 26      |
| 1995/96   | Калгарі Флеймс        | НХЛ       | 4                  | 0                  | 0                  | 0                  | 6                  | –       | –       | –       | –       | –       |
| 1996/97   | Калгарі Флеймс        | НХЛ       | 58                 | 7                  | 11                 | 18                 | 49                 | –       | –       | –       | –       | –       |
| 1997/98   | Сент-Джон Флеймс      | АХЛ       | 33                 | 10                 | 14                 | 24                 | 48                 | 21      | 13      | 4       | 17      | 61      |
| 1997/98   | Калгарі Флеймс        | НХЛ       | 13                 | 0                  | 1                  | 1                  | 27                 | –       | –       | –       | –       | –       |
| 1998/99   | Гранд Репідс Гріффінс | ІХЛ       | 82                 | 24                 | 26                 | 50                 | 78                 | –       | –       | –       | –       | –       |
| 1998/99   | Піттсбург Пінгвінс    | НХЛ       | –                  | –                  | –                  | –                  | –                  | 2       | 0       | 0       | 0       | 0       |
| 1999/00   | Кельнер Гайє          | ДЕЛ       | 55                 | 13                 | 28                 | 41                 | 78                 | 10      | 5       | 2       | 7       | 20      |
| 2000/01   | Адлер Мангейм         | ДЕЛ       | 54                 | 18                 | 19                 | 37                 | 126                | 10      | 1       | 1       | 2       | 16      |
| 2001/02   | Адлер Мангейм         | ДЕЛ       | 49                 | 10                 | 27                 | 37                 | 40                 | 12      | 1       | 2       | 3       | 14      |
| 2002/03   | Адлер Мангейм         | ДЕЛ       | 52                 | 15                 | 13                 | 28                 | 26                 | 7       | 2       | 1       | 3       | 12      |
| 2003/04   | Адлер Мангейм         | ДЕЛ       | 48                 | 9                  | 12                 | 21                 | 28                 | 6       | 0       | 0       | 0       | 40      |
| 2004/05   | Ганновер Скорпіонс    | ДЕЛ       | 41                 | 3                  | 9                  | 12                 | 83                 | –       | –       | –       | –       | –       |
| ОХЛ разом | ОХЛ разом             | ОХЛ разом | 131                | 64                 | 52                 | 116                | 141                | 13      | 7       | 7       | 14      | 28      |
| АХЛ разом | АХЛ разом             | АХЛ разом | 263                | 77                 | 86                 | 163                | 326                | 47      | 25      | 8       | 33      | 113     |
| НХЛ разом | НХЛ разом             | НХЛ разом | 79                 | 8                  | 13                 | 21                 | 84                 | 3       | 0       | 0       | 0       | 2       |
| ДЕЛ разом | ДЕЛ разом             | ДЕЛ разом | 299                | 68                 | 108                | 176                | 381                | 45      | 9       | 6       | 15      | 102     |